# 야마나시현도 제730호·가나가와현도 제730호·시즈오카현도 제147호선

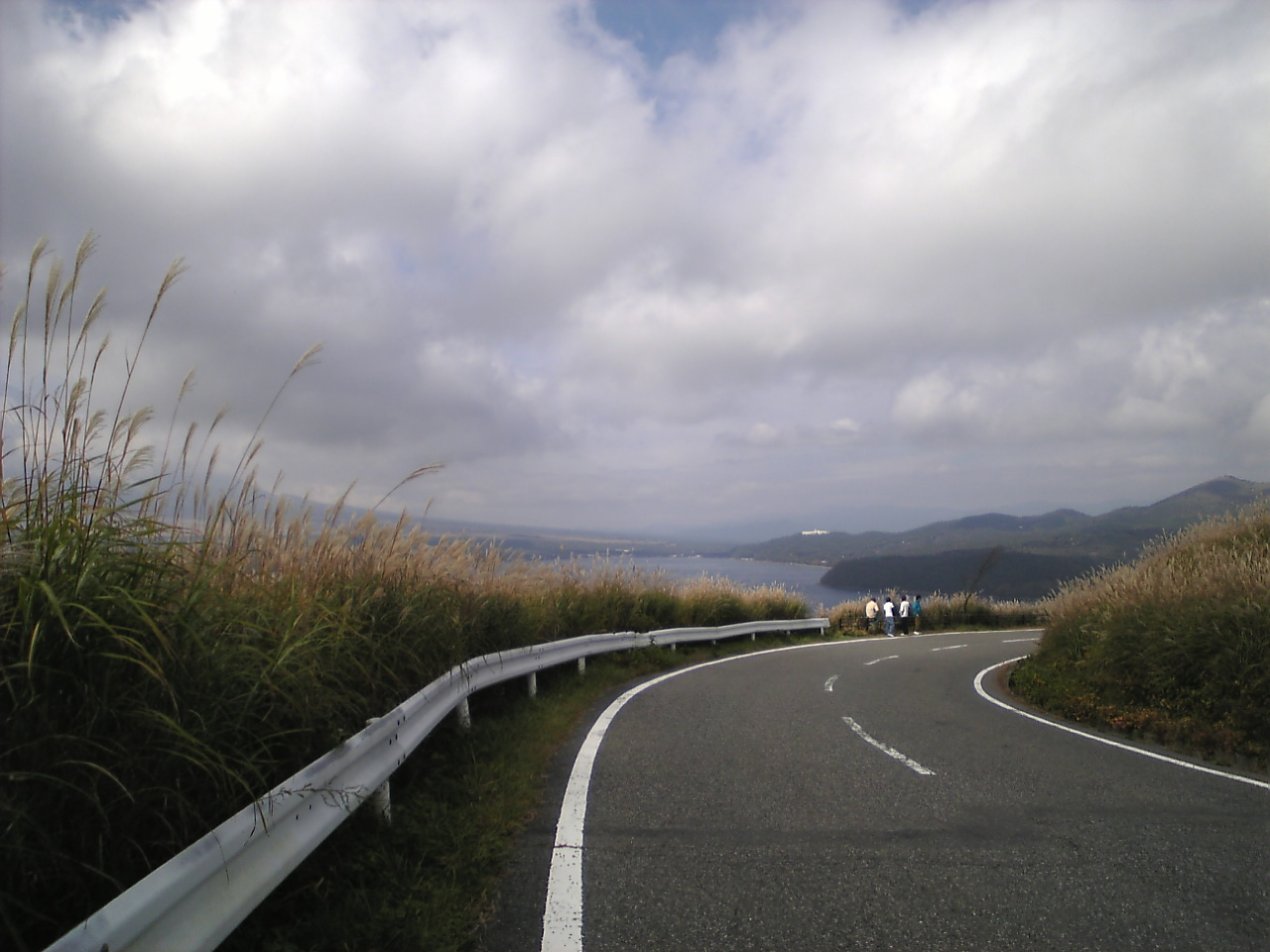
야마나시현의 야마나카호 일대 전경. (2008년 10월 촬영)

730번 야마나시현도·가나가와현도·147번 시즈오카현도는 야마나시현 미나미쓰루군 야마나카코촌에서 시즈오카현 슨토군 오야마정까지 이어주는 일반 현도 노선이다. 

## 개요
이 현도의 본디 노선인 야마나카고 오야마 선(山中湖小山線)은 통상적으로 볼 때 야마나시현, 가나가와현, 시즈오카현 등 3개의 현에 걸쳐 있게 되는 일반 현도 노선이다. 그러나 야마나시현, 가나가와현과 시즈오카현의 현도의 번호 체계가 서로 다른 번호를 가지고 있는 특색을 두지만, 야마나시현과 가나가와현 등 양쪽 현에서는 야마나카호의 호반을 기준으로 하여, 단자와 산지의 서쪽에 위치하게 되어 있어 미쿠니고케까지도 이어주기도 한다. 그리고 가나가와현도 같은 경우 가장 최서단에 위치하게 된다. 아울러 시즈오카현도 제147호선 같은 경우 오야마정의 중심지를 관통시키는 특성을 두기 때문에 3개의 현 지역 중 다른 번호로 부여된 곳은 유일하게 시즈오카현에만 별도로 제정되어 있다.

### 노선 정보
- 기점 : 야마나시현 미나미쓰루군 야마나카코촌 히라노 (이 지역에는 신호가 없는 교차로인 국도 제413호선 (일본)(일본어판)가 만나게 됨)
- 종점 : 시즈오카현 슨토군 오야마정 나카지마 (국도 제246호선의 나들목인 나카지마IC)

## 지리
- 통과하는 지자체 : 야마나시현 미나미쓰루군 야마나카코촌 - 가나가와현 아시가라카미군 야마키타정 - 시즈오카현 슨토군 오야마정
- 교차하는 도로 : 국도 제246호선, 국도 제413호선, 가나가와현도·야마나시현도 제729호 야마키타 야마나카코 선
- 주변 : 야마나카호, 미쿠니산, 후지 스피드웨이, 사카와강(일본어판)